# Korovai

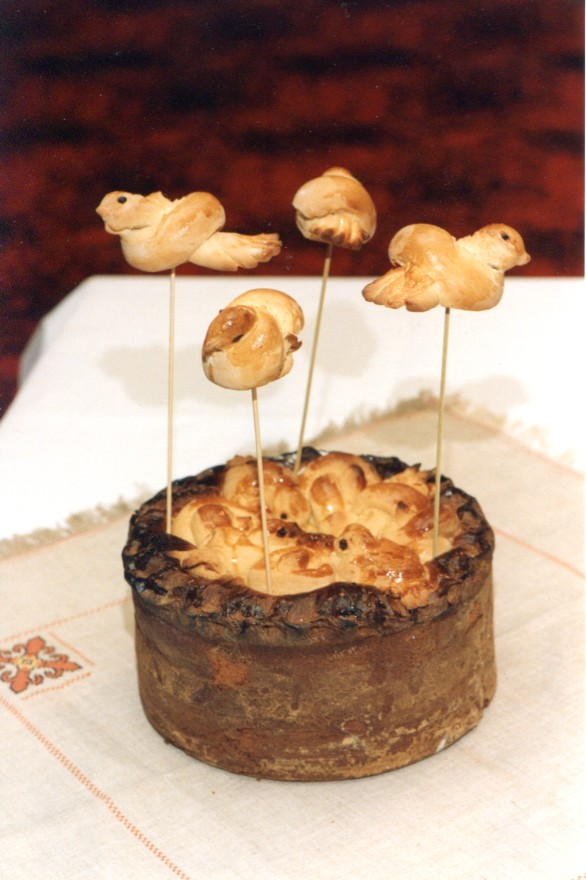
Un korovai ucraniano tradicional hecho para una boda.

El korovai (del antiguo eslavo oriental, караваи) es un pan tradicional eslavo , muy frecuente en las bodas, donde tiene un gran simbolismo. Procede de las costumbres hospitalarias y festivas de los antiguos rus', habiendo permanecido en la tradición ucraniana, rusa, bielorrusa, etc.; y entre los emigrantes ucranianos.

## Origen y decoración
El pan tiene orígenes antiguos, procediendo de la creencia pagana de las propiedades mágicas del grano. El korovai era un gran pan redondo trenzado, hecho tradicionalmente de harina de trigo y decorado con banderas y figuras simbólicas, como soles, lunas, pájaros, animales y pinos. Se usaban espigas de trigo, hierbas, frutos secos, flores y frutas para embellecerlo. El pan no tenía un diseño prefijado, y su estilo y ornamentación varía de una región a otra, aunque los colores rojo, dorado y plata se empleaban frecuentemente para decorarlo.
El pan era preparado tradicionalmente en la casa de la novia por mujeres que cantaban canciones tradicionales que las guiaban durante el proceso. Estas mujeres eran llamadas las korovainytsi (polaco: korowajnice) y la mayoría de las veces eran invitadas en número impar a elaborar el pan, normalmente siete.
La decoración tenía una función simbólica. Dos pájaros, hechos de masa, representa a la pareja, y otros pájaros representan a familiares y amigos. El conjunto se rodea de una corona de hierba doncella, símbolo de amor y pureza. El korovai es bendecido antes de meterse al horno para cocerlo.
Los novios reciben el korovai como bendición antes de la boda. El pan es compartido por todos los invitados, en lo que se considera la culminación de la ceremonia. Durante las épocas de escasez, cuando no podían celebrarse bodas, la bendición y reparto de pan se consideraba suficiente para formalizar un matrimonio a ojos de la comunidad.

## División
La parte superior del korovai simboliza la luna. Se divide por la mitad y pertenece a los novios. La siguiente porción corresponde a los padres de la novia, y así sucesivamente. En el este de Ucrania, la madre recibe un par de zapatos hechos de masa, mientras al padre se le da un búho de los que decoran el korovai.
La sección inferior del korovai se llama pidoshva y puede compartirse con los invitados y la banda como símbolo de buena suerte y prosperidad.